# Assunta Spina (película de 1948)
Assunta Spina es una película dramática italiana de 1948 dirigida por Mario Mattoli y protagonizada por Anna Magnani. Fue adaptada de la obra de Salvatore Di Giacomo y fue lanzado en los Estados Unidos como Scarred.

## Argumento
Assunta, una plebeya de Nápoles, es marcada por su amante Michele por celos.

## Reparto
- Anna Magnani - Assunta Spina.
- Antonio Centa - Federico Funelli.
- Maria Donini - Ernestina.
- Aldo Bufi Landi - Marcello Flaiano (como Aldo Landi).
- Margherita Pisani - Donna Concetta (como Margherita Pisano).
- Giacomo Furia - Tittariello.
- Carla Ferraioli - Tina Bouquet.
- Ugo D'Alessio - Epanimonda Pesce.
- Aldo Giuffrè - Don Marcusio, el guardia.
- Eduardo De Filippo - Michele Boccadifuoco.
- Titina De Filippo - Emilia Forcinelli.